# Slavina, Postojna
Slavina je večja vas blizu Prestranka v Občini Postojna.

## Zgodovina
Legenda govori, da je na hribu Tabr živela pobožna vdova, ki je imela slepo hčer. Vdova naj bi vsak večer na jezeru pod gradom videla lučko, ki se je prikazovala in sprehajala po otoku sredi jezera. Graščakinja je verjela, da je lučka Marija in se zaobljubila, da, če njena hči spregleda- ji sezida cerkev. Mladenka je spregledala, jezero je usahnilo, sedaj pa v zahvalo na otoku stoji čudovita cerkev Marije Vnebovzete. Skozi zgodovino se je obdržalo ime vasi: Marija na jezeru.
Cerkev omenja tudi Valvasor in o vasi pove: "Slavina je velika in lepa vas". Kot prafara in kaplanija ima Slavina bogato preteklost, a z leti se je Postojna večala in s tem pridobivala upravne funkcije. Postojna je sedaj dekanija, Slavina pa le župnija.
Leta 1522 so na cvetno nedeljo Slavino napadli Turki. Takratnemu župniku so ukazali, naj božjemu ljudstvu oznani, da nauk o Kristusu ni resničen, a ker se je upiral, so ga skupaj z nekaj verniki ubili, ostale pa odpeljali v suženjstvo (iz Slavine in okolice kar šesttisoč).
28. maja 1963 je na eno izmed hiš v naselju strmoglavilo jugoslovansko vojaško letalo Republic F-84 Thunderjet. Na kraju nesreče je letalo eksplodiralo. Več mimoidočih je bilo hudo poškodovanih, dve osebi poleg pilota sta kasneje umrli.